# HMS King George V (41)
O HMS King George V foi um couraçado operado pela Marinha Real Britânica e a primeira embarcação da Classe King George V, seguido pelo HMS Prince of Wales, HMS Duke of York, HMS Anson e HMS Howe. Sua construção começou em janeiro de 1937 nos estaleiros da Vickers-Armstrongs em Newcastle e foi lançado ao mar em fevereiro de 1939, sendo comissionado na frota britânica em dezembro do ano seguinte. Era armado com uma bateria principal composta por dez canhões de 356 milímetros montados em duas torres de artilharia quádruplas e uma dupla, tinha um deslocamento carregado de mais de 42 mil toneladas e conseguia alcançar uma velocidade máxima de 28 nós.

## História
Era a capitânia da Frota Doméstica sob o comando do almirante Sir John Tovey, e foi envolvido na perseguição contra o couraçado alemão Bismarck. Em 27 maio 1941, ele e o HMS Rodney abriram fogo pesado  até selar o destino do navio inimigo.
Quando escoltava o combóio PQ-15 a Murmansk em 1 maio 1942, o King George V colidiu com o contratorpedeiro HMS Punjabi, tendo por consequência o afundamento do último navio com o grupo 49, e os danos no casco do couraçado.
No Mar Mediterrâneo, o King George V cobriu os desembarques na Sicília, ele também transportou o Primeiro Ministro, Winston Churchill, voltando para a Grâ Bretanha da Conferência de Teerã.
De 1944 até a rendição do Japão, o King George V serviu com a frota britânica do Pacífico, e estava fora do Japão durante o ceremônia oficial da rendição.
Recomissionado como a nave-capitânia da Frota Doméstica em 1946. Apenas três anos mais tarde, o King George V foi descomissionado, indo para frota da reserva e foi desmontado subseqüentemente em Dalmuir em 1957.